# Fabiana Cozza
Fabiana Cozza dos Santos (São Paulo, 16 de janeiro de 1976) é uma cantora, escritora, pesquisadora e intérprete brasileira. É considerada “uma das maiores de sua geração” e "a melhor intérprete brasileira da atualidade”, chegando a ser comparada a Elis Regina, Elizeth Cardoso e Clara Nunes.
A artista chama atenção pelo seu rigor técnico, recursos de dramaturgia e potência no palco, que lhe renderam troféus em duas edições do Prêmio da Música Brasileira: em 2012, como "Melhor Cantora de Samba", e em 2018, como "Melhor Álbum em Língua Estrangeira". Foi indicada ainda a outras premiações, como o Prêmio Tim e o Prêmio Rival Petrobras, ambos em 2005.
Fabiana é formada em canto popular, teoria musical e prática de conjunto  pela Universidade Livre de Música Tom Jobim (atual Emesp) e em Jornalismo pela PUC-SP, além de ser mestre em Fonoaudiologia pela PUC-SP e estar cursando um doutorado em Música pela Unicamp.

## Biografia
Fabiana nasceu na cidade de São Paulo, no dia 16 de janeiro de 1976. É filha primogênita do puxador da Camisa Verde e Branco, Oswaldo dos Santos (1966- presente), e da professora Maria Inês Cozza dos Santos (1950- presente). Possui ascendência negra e indígena, por parte paterna, e portuguesa e italiana por parte da mãe. Iniciou a carreira em meados da década de 1990, integrando um grupo vocal liderado pela cantora Jane Duboc. Lançou seu primeiro álbum de estúdio em 2004.

## Formação
Desde cedo, por influência do pai, o samba esteve intimamente ligado à vida da artista. Ainda com um ano de idade, foi levada para ser batizada na quadra da Escola Camisa Verde e Branco, criando grande familiaridade e afeição pelo ambiente.
Logo no primeiro ano de vida de Fabiana, a família mudou-se para a moradia da avó materna, Amélia Chiesa Cozza, localizada no bairro Vila Madalena. Desde então, o quintal do tradicional piso de caquinhos paulista da casa tornou-se sede das rodas de samba promovidas por Oswaldo dos Santos, que trazia os colegas da Barra Funda para que o samba terminasse em macarronada - e não em feijoada -, como é tradição na família Cozza dos Santos.
Dessa maneira, a menina ia adquirindo interesse pelos gêneros musicais de matriz negra. Sempre aos domingos, Oswaldo retornava à sua coleção de discos de samba e jazz, escolhia o desejado, olhava a contracapa, lia tudo aquilo que ele já sabia e então colocava para tocar. Ouvia, cantava, dançava, e de vez em quando até tirava as filhas para a pista. Fabiana, sempre muito ligada ao pai, entendia desde cedo que música ia muito além da escuta: era também um ritual de se aproximar, tocar o material, olhar, limpar, cuidar daquilo e fantasiar o som contido no círculo de vinil.
Dessas experiências surgiram suas primeiras refências musicais, que vão desde cantoras de jazz, como Ella Fitzgerald, Billie Holiday e Dakota Staton, até os brasileiros Milton Nascimento, Clementina de Jesus, Paulinho da Viola, Cartola, Almir Guineto e Maria Bethânia.

### Família Cozza dos Santos
Oswaldo dos Santos é filho de um negro indígena e de uma mulher preta da cidade de Conquista. A avó paterna de Fabiana sempre trabalhou em casa de família lavando e passando roupa para sustentar os estudos do filho, que ao crescer se tornaria um dos grandes intérpretes de samba-enredo do carnaval paulistano.
A mãe de Fabiana, Maria Inês Cozza dos Santos, descende de família portuguesa e italiana que veio ao Brasil após a abolição da escravatura, quando o governo começa a recrutar europeus para trabalhar nas lavouras de café.

## Infância

### Estudos
Dos quatro aos sete anos, cursou a Escola Municipal Zilda de Franceschi. Depois, a Escola Municipal de primeiro grau Professor Olavo Pezzotti, onde ficou até a oitava série.
Cresceu ouvindo do pai que estudar era um valor imensurável e que era essa a sua obrigação. A mãe, por ser professora, era também muito exigente em relação aos estudos, e Fabiana se tornou uma aluna muito dedicada.
Tinha facilidade com as matérias de humanas, e adorava quando o professor propunha textos para a lição de casa. Quando a entrega era feita, ela conta que frequentemente escutava que “escrevia bem para a idade”, mas nunca tivera claro o que faria no futuro. Talvez até tivesse o desejo de se tornar cantora, mas isso não era manifestado: O desenvolvimento de suas habilidades musicais só iria acontecer algum tempo mais tarde e, com isso, o descobrimento de sua identidade.
O segundo e terceiro ano do ensino médio foram cursados no Colégio Equipe, onde a jovem conheceu o professor José Maria Giroldo, que a trouxe para o aprendizado da matemática através da música. Ao som da viola caipira do professor, ela abriu uma canção do Milton Nascimento para o festival da escola.

### Questão Racial
Durante o Ensino Primário, conviveu com crianças de classe média e média alta que moravam na Vila Beatriz e na Vila Ida, e outras de classe baixa que moravam na antiga "Favela do Mangue". Na memória de Fabiana, persiste a imagem das meninas de pele clara caminhando pela entrada principal, na parte da frente da construção, enquanto as de pele negra entravam pelas portas do fundo.
Embora ainda muito criança para que tivesse consciência a respeito, experiências como essa fizeram com que desenvolvesse desde cedo certa sensibilidade em relação ao racismo. Talvez por isso tenha sido presidente do grêmio na oitava série, uma forma de defender esses amigos que desde os 13 e 14 anos já tinham que trabalhar para ter comida na mesa. A maioria, não surpreendentemente, carregava na certidão de nascimento a palavra “negra” ou “parda”, assim como fora registrada a cantora.

### Primeiro contato com o ramo artístico
Batizada e crismada pela Igreja Católica, a menina começa a carreira musical se apresentando na Igreja de Sta. Maria Madalena, localizada na Vila Madalena, pelas mãos de João Bosco - não o cantor e compositor brasileiro, mas o padre que rezava a missa.
É nessa época que ela vai se curar das fortes crises de bronquite que a fizeram passar dias no hospital. O canto a trouxe saúde, e fez isso porque "atravessa as questões emocionais mais profundas, e quando ecoa liberta o corpo das dores da alma".
Aos 12 anos já fazia teatro, escrevia peças, atuava e cantava. Foi no canto, no samba e na batida dos tambores que Fabiana encontrou sua ancestralidade. E, em sua ancestralidade, seus espelhos, sua herança familiar, sua religiosidade candomblecista, sua negritude.

## Formação Profissional

### Jornalismo
Aos 18 anos, Fabiana entrou no curso de Jornalismo na PUC-SP. Assim foi decidido em seu último ano de escola, por medo de assumir uma carreira de cantora. O principal motivo foi o posicionamento do pai, que embora a tivesse levado para rodas de samba e botequins desde a infância, dizia que a profissão era muito difícil, que era muito masculina, ou então que não se ganhava dinheiro com isso, em uma transferência imediata de suas frustrações e dificuldades.
Apesar de ter escolhido o jornalismo como ganha-pão, a paixão de Fabiana Cozza pelo samba acabou falando mais alto.

### Universidade Livre de Música Tom Jobim
Aos 19 anos de idade, Fabiana foi aprovada na Universidade Livre de Música Tom Jobim, por incentivo daquele que sempre tinha sido contrário à profissão. 
Ali, a menina encontrou o seu “paraíso encantado". Orquestras ensaiando em um andar, sala com tubistas em outro, no corredor prática de conjunto, choro, Jazz, solo de guitarra, tudo junto no mesmo lugar.  Assim, a futura cantora entendia o que era estar em casa, e se desenvolvia do ponto de vista artístico e musical, enquanto estudava canto popular, teoria musical e prática de conjunto.
Mas fazer parte desse mundo exigia um tempo que Fabiana não tinha, e por isso ela foi reprovando na faculdade, onde somente oito anos depois conseguiria se formar. E colou grau sozinha, ela, a diretora e o seu então namorado, no ano de 2002, quando deixou de vez a carreira de jornalista após passagens em diferentes mídias.

## Carreira

### Jane Duboc
No segundo de quatro anos na Universidade Livre de Música Tom Jobim, conheceu a cantora Jane Duboc, vocalista do grupo responsável pelo início de sua carreira, quando ela pisou profissionalmente em um palco pela primeira vez aos 21 anos. Dois anos depois, em 1998, integrou o grupo “Notícias Dum Brasil”, a convite do compositor Eduardo Gudin. Em suas apresentações, teve a honra de dividir o palco com Ivan Lins, Paulinho da Viola, Elton Medeiros, Leila Pinheiro, Hermeto Paschoal e Chico César.

### O desenvolvimento em cena
Ainda inexperiente na carreira musical, Fabiana começou a trabalhar com tudo o que pintava, incluindo serenatas e musicais, onde desenvolveu o lado mais expressivo de sua personalidade.
Desde então, dedicou-se ao aprimoramento de sua presença cênica em musicais como "Os Lusíadas" (1999), "A Luta Secreta de Maria da Encarnação" (2001), "O Canto da Guerreira - 20 anos sem Clara Nunes" e "Rainha Quelé - Tributo a Clementina de Jesus", em 2002.
É nesse ano, entretanto, que Fabiana percebe a importância do canto improvisado na carreira que seguiria, e decide por acatar o conselho do pai que dizia que "músico bom era músico que tinha passado por baile, pela rua e pela vida". Assim, decide se arriscar na experiência cotidiana do bar "Ó do Borogodó".
Nesse período, seguiu seu trabalho técnico com os professores Sira Milani, Maúde Salazar, Vânia Pajares, Felipe Abreu e Davide Rocca.

### Ó do Borogodó
Foram quatro meses de pouco êxito trabalhando no bar "Ó do Borogodó", até que em um domingo de outubro de 2003 o então jornalista da Folha de S.Paulo, Luís Nassif, publica a matéria Pepitas raras da MPB, anunciando aquela moça promissora que vislumbrava ser uma das grandes cantoras da geração.
De repente, todos queriam saber quem era a tal de Fabiana que Luis Nassif tinha anunciado. Sobre a recém-descoberta artista, pousava-se um estigma cult de quem só cantava na segunda-feira, um dia inóspito que ninguém saia de casa, em um bar que era reduto da boa música de São Paulo.
Depois de uma temporada de grande sucesso, Fabiana Cozza abandonou o "Ó do Borogodó" para fazer seu primeiro álbum de estúdio, chamado “O Samba É Meu Dom" (2004). O nome veio em homenagem à música de Wilson das Neves e Paulo César Pinheiro, que era a mais pedida das noites de segunda.

### Discos
"O Samba É Meu Dom" (2004), primeiro disco da artista, foi indicado ao Prêmio Tim 2005 nas categorias "Melhor Cantora de Samba" e "Artista Revelação", e à categoria "Revelação" no Prêmio Rival Petrobras 2005.
Dois anos depois veio o segundo, “Quando o Céu Clarear” (2007), nome dado em homenagem à canção de Roque Ferreira.  O álbum conta com direção artística de Fabiana Cozza e Marcelino Freire, produção e direção musical de Marcos Paiva, e direção geral de Wilson Souto Jr.
Um ano depois é lançado o DVD deste trabalho, resultado de um treinamento de dança contemporânea e consciência do movimento que fez com o mineiro Jorge Balbyns, discípulo de Klaus Vianna; Ismael Toledo; e Irineu Nogueira- que a dirigiu no trabalho. O DVD contou com participação de Maria Rita e do rapper Rappin' Hood.
Em seguida, o álbum “Fabiana Cozza” (2011), com produção e direção de Paulão Sete Cordas e André Santos, que rendeu a ela o seu primeiro Prêmio da Música Brasileira como “Melhor Cantora de Samba”, em 2012.
Após homenagear grandes compositores do samba brasileiro em seus três primeiros álbuns, Fabiana faz de seu quarto trabalho uma ode exclusiva à Clara Nunes. Intitulado “Canto Sagrado”, o disco lançado em 2013 trouxe clássicos como “Tristeza Pé no Chão”, “Canto das Três Raças” e “Linha do Mar”, interpretados ao vivo pela sambista.
Em 2015, Fabiana lança seu quinto álbum, “Partir”. Nele, a cantora mantém a identidade de interpretar grandes nomes do samba brasileiro, mas também inclui músicas de jovens compositores de uma nova geração do gênero musical, como João Cavalcanti e Moyséis Marques.
Em seu penúltimo trabalho, lançado em 2019, Fabiana Cozza reúne clássicos de uma das suas maiores referências, Dona Ivone Lara. Contando com parcerias especiais, como Maria Bethânia em “Alguém me Avisou” e Péricles em “Adeus Timidez”, o disco homenageia à altura um dos nomes mais aclamados do samba tupiniquim.
Seu álbum mais recente, “Dos Santos”, é também aquele que mais resgata a ancestralidade afro-brasileira de Fabiana Cozza. Lançado em 2020, o disco tem sonoridade marcada pela percussão e pelo baixo, além de uma lírica que resgata a resistência do povo negro e dá voz à fé e luta de Fabiana.

### Para além do samba
Apesar da carreira de sucesso na música, a artista diz nunca se dar como satisfeita. Seguiu com aparições nos teatros musicais, como em "O Canto da Guerreira"(2020), "Aquarelas de Ary Barroso", e o recente espetáculo "Por Lamartine…Babo!!!". Em 2017, chegou até a escrever um livro de poemas, chamado “Álbum Duplo”.
Após uma boa recepção da crítica em relação à obra, Fabiana foi convidada a participar de uma coletânea de 18 escritores, ao lado de nomes como Itamar Vieira, Jeferson Tenório, Marcelino Freire e Nei Lopes. Em “Contos de Axé”, título da obra, ela escreve sobre o conto de Xangô.
Além dos trabalhos com música, teatro e escrita, Fabiana ainda divide seu tempo com os estudos - apreço que herdou do pai e do qual não se desfez até hoje. Em 2020, ela se formou mestre em Fonoaudiologia pela PUC-SP e, hoje, cursa doutorado de Música na Unicamp.
Ainda que consolidada como sambista, Fabiana sempre teve ouvidos para cantos de outras partes do mundo, desejando expandir seu contato com a América Latina negra. Essa realização veio através de “Ay, Amor!” (2015), um espetáculo de canto teatral em homenagem ao pianista Bola de Nieve, feito em conjunto com Pepe Cisneros, que rendeu o prêmio de “Melhor Álbum em Língua Estrangeira” no Prêmio da Música Brasileira de 2018.
Além disso, Fabiana tem expandido sua presença para palcos de festivais em outras partes do mundo, como Israel, Alemanha, França, Canadá, Estados Unidos, Bulgária, Chile, Espanha, Portugal, Suécia, Cuba, Moçambique e Cabo Verde.
Como extensão de seu trabalho, também desenvolve estudos e orientação para cantores, atores e pessoas interessadas em revelar a expressão artística através de sua voz, com a oficina “O Corpo da Voz".  Mais recentemente, chegou a participar de mesas, workshops, simpósios e projetos sobre voz, interpretação, cultura afro-brasileira, empreendedorismo negro e curadoria (foi curadora artística da Ocupação Cartola - Itaú Cultural 2016).

## Discografia
- 2004 - O Samba é Meu Dom
- 2007 - Quando o Céu Clarear
- 2011 - Fabiana Cozza
- 2013 - Canto Sagrado - Ao Vivo
- 2015 - Partir
- 2017 - Ay Amor!
- 2019 - Canto da Noite na Boca do Vento
- 2020 - Dos Santos